# Michel Duc Goninaz

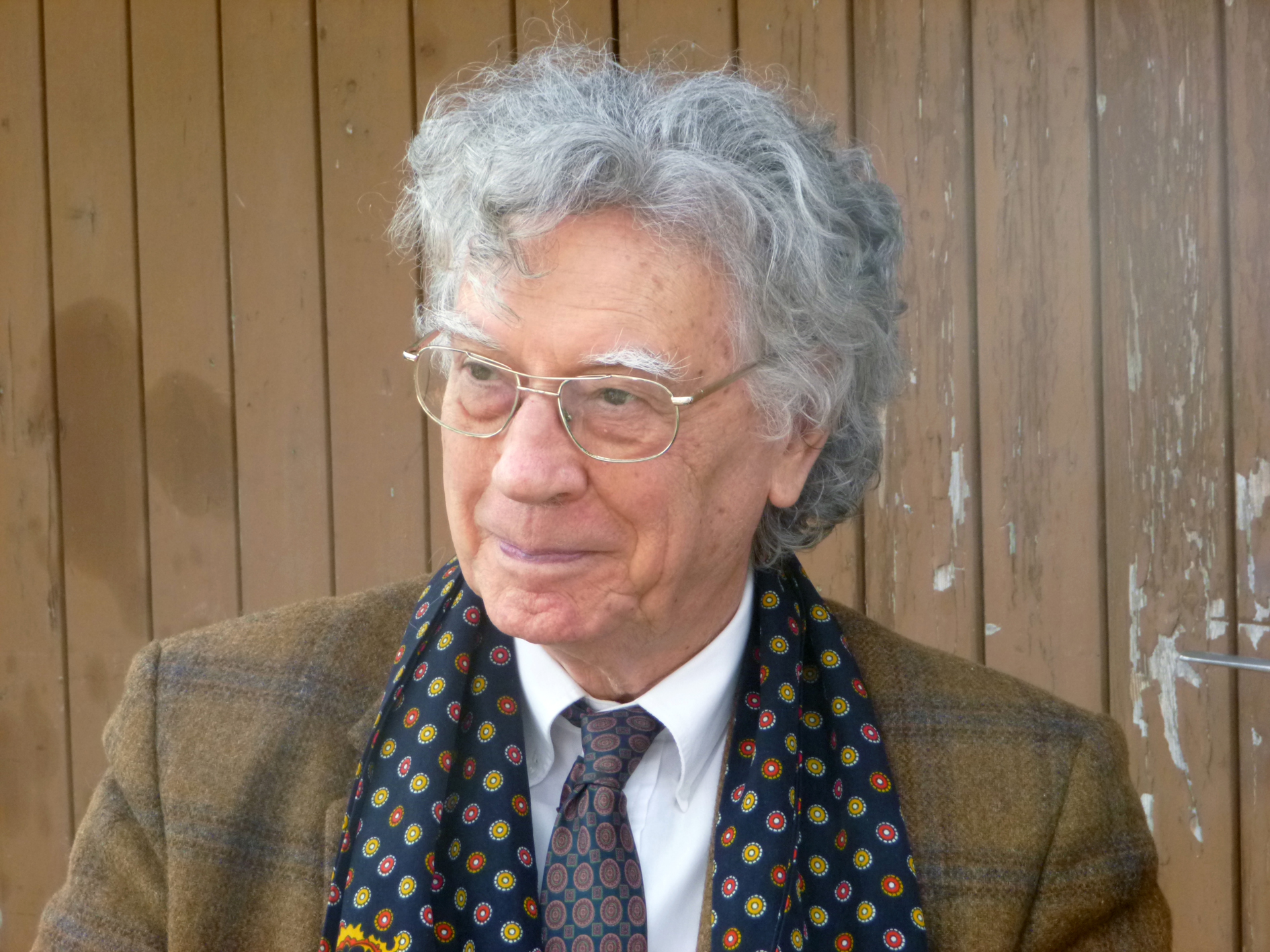
Michel Duc Goninaz

Michel Duc Goninaz (auch: Michel Duc-Goninaz; * 6. September 1933 in Paris; † 26. März 2016) war ein französischer Esperantist.

## Leben
Michel Duc Goninaz war Chefredakteur der Ausgabe von 2002 des größten einsprachigen Esperanto-Wörterbuchs Plena Ilustrita Vortaro de Esperanto (PIV) und verfasste ein Esperanto-französisches Wörterbuch. 1964 wirkte er im ersten Esperanto-Spielfilm Angoroj mit.
Duc Goninaz war Dozent für russische Sprache und Esperanto an der Universität von Aix-en-Provence. Er schrieb das Theaterstück „La Ŝtona Gasto“ (= Der Steinerne Gast) und übersetzte Werke von Albert Camus und Arthur Schnitzler. Ferner war er Dozent der „Akademio Internacia de la Sciencoj“ (AIS) und Mitarbeiter des Magazins Monato.